# Benjamin Prado
Benjamín Prado (Madrid, 13 luglio 1961) è un romanziere, saggista e poeta spagnolo.

## Biografia
Ha ricevuto numerosi riconoscimenti per il suo lavoro, tra cui il Premio Hiperion, il Premio Internacional Ciudad de Melilla, il Premio Internacional Generación del 27 e il Premio Andalusia de Novela. Il suo lavoro è stato tradotto in numerose lingue.

### Pubblicazioni
- 1986 - Un caso sencillo - Poesia
- 1991 - El corazón azul del alumbrado - Poesia
- 1992 - Asuntos personales - Poesia
- 1995 - Cobijo contra la tormenta - Poesia
- 1995 - Raro - Romanzo
- 1996 - Nunca le des la mano a un pistolero zurdo - Romanzo
- 1996 - Dónde crees que vas y quién te crees que eres - Romanzo
- 1998 - Todos nosotros - Poesia
- 1998 - Alguien se acerca - Romanzo
- 1999 - No sólo el fuego - Romanzo
- 2000 - La nieve está vacía - Romanzo
- 2000 - Siete maneras de decir manzana - Saggio
- 2001 - Los nombres de Antígona - Saggio
- 2002 - Ecuador (poesía 1986-2001) - Poesia
- 2002 - Iceberg - Poesia
- 2002 - A la sombra del ángel (13 años con Alberti) - Storia
- 2003 - Jamás saldré vivo de este mundo - Storia
- 2004 - Carmen Laforet - Biografia, con Teresa Rosenvinge
- 2006 - Marea humana - Poesia
- 2006 - Mala gente que camina - Romanzo
- 2009 - Romper una canción - Saggio biografico
- 2011 - Operación Gladio - Romanzo
- 2012 - Pura lógica - Aforisma

### Antologie
- Mi antologia. Biblioteca de poesía españolai, Universidad de las Américas, Puebla (México), 2007.
- Aquí y entonces, Embajada de España en Cuba, La Habana (Cuba), 2008.
- No me cuentes tu vida, Editorial Mesa Redonda, Lima (Perú), 2011.
- Si dejas de quererme lo sabrá este poema, Ediciones La Fragua, San Salvador (El Salvador), 2012.
- Yo sólo puedo estar contigo o contra mí, Círculo de Poesia, México, 2012.